# Хотуча
Хотуча — деревня в Бережковском сельском поселении Волховского района Ленинградской области.

## История
Деревня Хотучи упоминается на карте Санкт-Петербургской губернии Ф. Ф. Шуберта 1834 года.

ХОТУЧИ — деревня принадлежит Казённому ведомству, число жителей по ревизии: 30 м. п., 44 ж. п. (1838 год)

Деревня Хотучи отмечена на карте Ф. Ф. Шуберта 1844 года.

ХОТУЧА — деревня Ведомства государственного имущества, по просёлочной дороге, число дворов — 19, число душ — 30 м. п. (1856 год)

ХОТУЧА — деревня казённая при колодце, число дворов — 19, число жителей: 49 м. п., 42 ж. п. (1862 год)

В конце XIX — начале XX века деревня административно относилась к Усадище-Спассовской (Усадищской) волости 2-го стана Новоладожского уезда Санкт-Петербургской губернии.
По данным «Памятной книжки Санкт-Петербургской губернии» за 1905 год деревня Хотучи входила в Замошское сельское общество.
Согласно военно-топографической карте Петроградской и Новгородской губерний издания 1915 года деревня называлась Хотучи.
С 1917 по 1919 год деревня Хотучи входила в состав Усадище-Спасовской волости Новоладожского уезда.
С 1919 года, в составе Замошского сельсовета Пролетарской волости.
С 1923 года в составе Паневского сельсовета Волховского уезда.
С 1924 года в составе Братовищенского сельсовета. Согласно данным переписи населения СССР 1926 года в деревне Хотуча проживали 109 человек — все русские.
С 1927 года в составе Волховского района.
В 1928 году население деревни Хотучи также составляло 109 человек.
По данным 1933 года деревня называлась Хотуча и входила в состав Братовищенского сельсовета Волховского района.

План деревни Хотуча. 1941 год

Согласно топографической карте РККА 1941 года деревня называлась Хатуча и насчитывала 14 дворов.
С 1954 года в составе Прусыногорского сельсовета.
В 1958 году население деревни Хотуча составляло 24 человека.
По данным 1966, 1973 и 1990 годов деревня Хотуча также входила в состав Прусыногорского сельсовета.
В 1997 году в деревне Хотуча Бережковской волости проживал 31 человек, в 2002 году — 37 человек (русские — 92 %).
В 2007 году в деревне Хотуча Бережковского СП — 40 человек.

## География
Деревня расположена в южной части района на правом берегу реки Волхов.
Через деревню проходит автодорога 41К-022 (Кириши — Городище — Волхов).
Расстояние до административного центра поселения — 1 км.
Расстояние до ближайшей железнодорожной станции Гостинополье — 13 км.

## Демография
| 1838 | 1862 | 1997 | 2002 | 2007 | 2010 | 2017 |
| ---- | ---- | ---- | ---- | ---- | ---- | ---- |
| 74   | ↗91  | ↘31  | ↗37  | ↗41  | ↗53  | ↘44  |

### Национальный состав
Согласно данным Всероссийской переписи населения 2021 года в деревне проживал 21 человек, все русские.

## Улицы
Лесная, Полевая, Центральная.